# Calamus rhabdocladus
Calamus rhabdocladus är en enhjärtbladig växtart som beskrevs av Karl Ewald Maximilian Burret. Calamus rhabdocladus ingår i släktet Calamus och familjen Arecaceae. Inga underarter finns listade i Catalogue of Life.